# Gospa Gülşah
Gospa Gülşah (گل شاہ خاتون, Gülşah Hatun) bila je supruga osmanskog sultana Mehmeda II. Osvajača.
Rođena je oko 1433. godine. Njezin je otac bio beg Ibrahim II. od Karamana.
Njezina je religija bio islam; iste su vjeroispovijesti bili njezin otac i muž, kojem je rodila princa Mustafu. Mustafa je rođen 1451. god.
Gülşahina je unuka bila Ferahşad.
Gospa Gülşah umrla je 1487. te je pokopana u Bursi.